# Illyrische Kaiser
Die Illyrischen Kaiser (lat. Illyriciani, „aus Illyricum“) waren eine größere Zahl von Herrschern, die das Römische Reich seit der Mitte des 3. Jahrhunderts regiert haben. Ihnen gemeinsam ist, dass sie aus den Donauländern stammten, die später von Kaiser Diokletian zur Präfektur Illyricum zusammengefasst wurden. Ferner waren sie seit Claudius Gothicus alle von niedriger Herkunft, ohne Verbindung zu den alten Eliten im Zentrum des Reiches, und ihr Aufstieg begann mit einer militärischen Karriere. Insbesondere Decius hat mit einer Münzprägung die den personifizierten Genius Illurici und die abgekürzte Umschrift GEN ILLVRICI zeigt, auf seine Herkunft verwiesen (siehe Abbildung rechts).

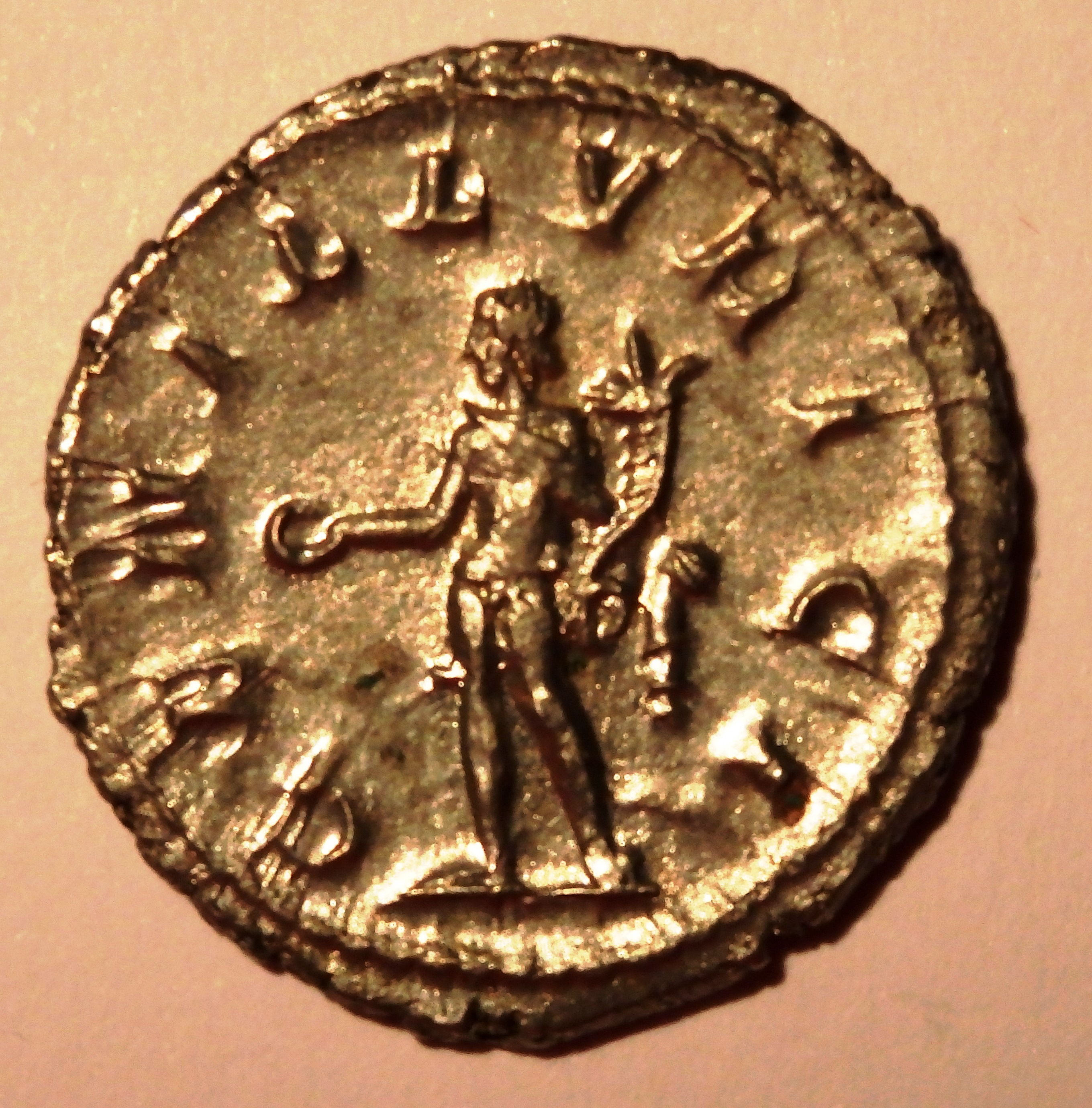
Genius Illurici auf Antoninian des Decius mit Umschriftkürzel GEN ILLVRICI

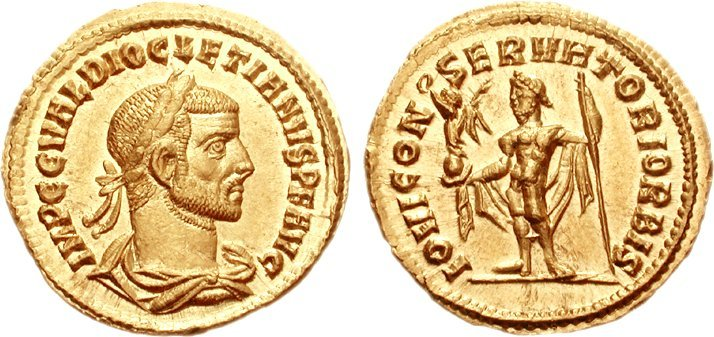
Diokletian

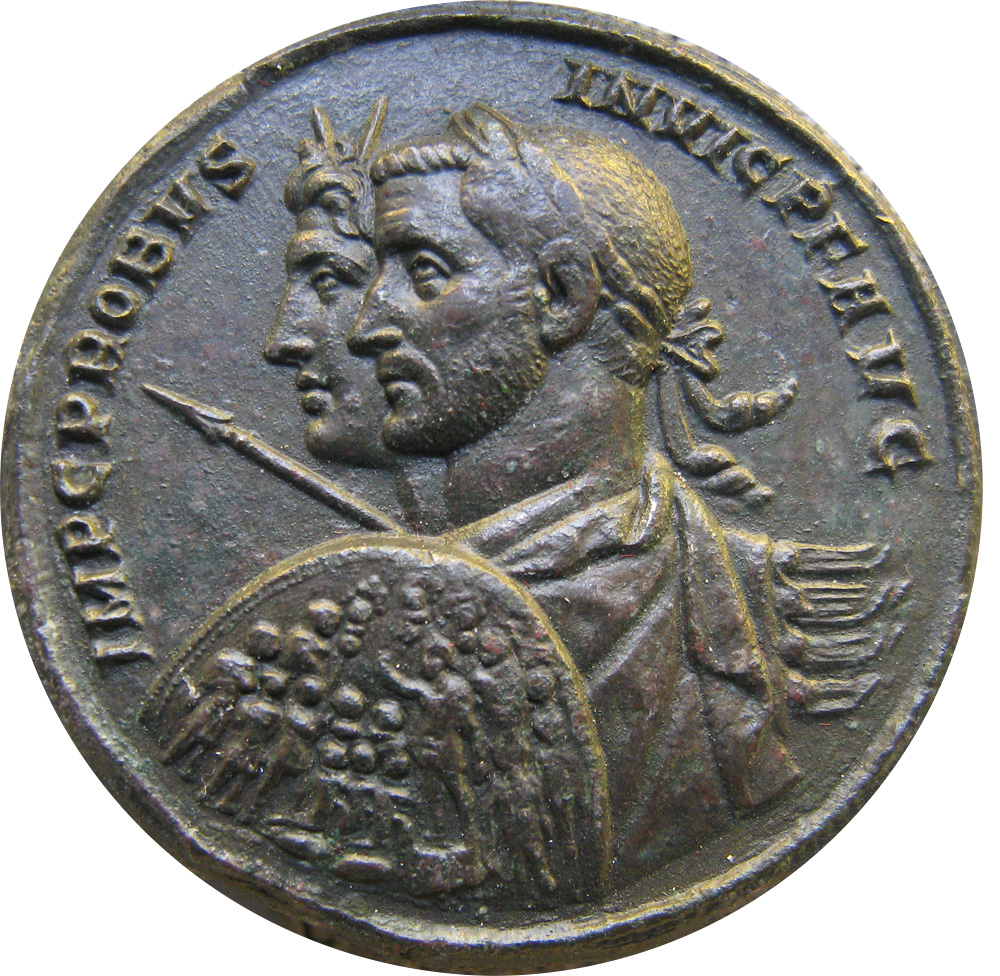
Probus

„Illyrisch“ war keine ethnische Zuschreibung, sondern bezeichnete die regionale Herkunft. Tatsächlich gehörten die Vorfahren der illyrischen Kaiser – soweit das aus den schriftlichen Quellen ersichtlich ist – zur mehr oder weniger stark romanisierten Provinzialbevölkerung der Donauländer. Nur bei einigen von ihnen finden sich Hinweise auf die Zugehörigkeit zu alteingesessenen Völkern der Region. Der Donauraum war im Verlauf des 3. Jahrhunderts zu einem der wichtigsten Rekrutierungsräume der kaiserlichen Armee geworden, und da zugleich der politische Einfluss des Heeres wuchs, während es seit etwa 260 nicht mehr erforderlich war, Senator gewesen zu sein, um Kaiser zu werden, gelang nun mehreren Soldaten illyrischer Herkunft der Aufstieg bis zur Herrschaft.
Bis einschließlich Diokletian wurden alle illyrischen Kaiser durch die von ihnen kommandierten Truppen im Rahmen einer Usurpation gegen den jeweils regierenden Augustus zum Herrscher ausgerufen. Insofern überschneidet sich diese Gruppe teilweise mit den so genannten Soldatenkaisern. Spätere Illyriciani wie z. B. Constantius Chlorus gelangten im System der Tetrarchie durch Kooption zur Macht. Nach einer Unterbrechung von etwa 30 Jahren begann im Jahr 363 mit Jovian eine neue Reihe illyrischer Kaiser. Schließlich waren auch die im 6. Jahrhundert regierenden oströmischen Herrscher Justin I., der um 470 als Bauernsohn der Armee beigetreten und in ihr aufgestiegen war, und Justinian Leute einfacher Herkunft aus den römischen Donauprovinzen. Sie waren zugleich die letzten Kaiser, deren Muttersprache das Lateinische war.
Als im letzten Viertel des 6. Jahrhunderts der Donauraum von slawischen, awarischen und hunnischen Angreifern verheert wurde und schließlich für längere Zeit der kaiserlichen Kontrolle entglitt, verlor das Gebiet seine Bedeutung als Rekrutierungsraum der Armee. Fortan stammten die meisten Heerführer aus Kleinasien, und auch die Zeit der illyrischen Kaiser war damit an ein Ende gelangt.

## Liste
Illyrische Kaiser im engeren Sinne: Von der zweiten Hälfte des 3. bis zur ersten Hälfte des 4. Jahrhunderts
- Decius – 249–251
- Hostilian – 251
- Claudius Gothicus – 268–270
- Quintillus – 270
- Aurelian – 270–275
- Probus – 276–282
- Diokletian – 284–305
- Maximian – 286–305
- Galerius – 305–311
- Constantius Chlorus – 293–306
- Konstantin I. – 306–337
- Maximinus Daia – 310–313

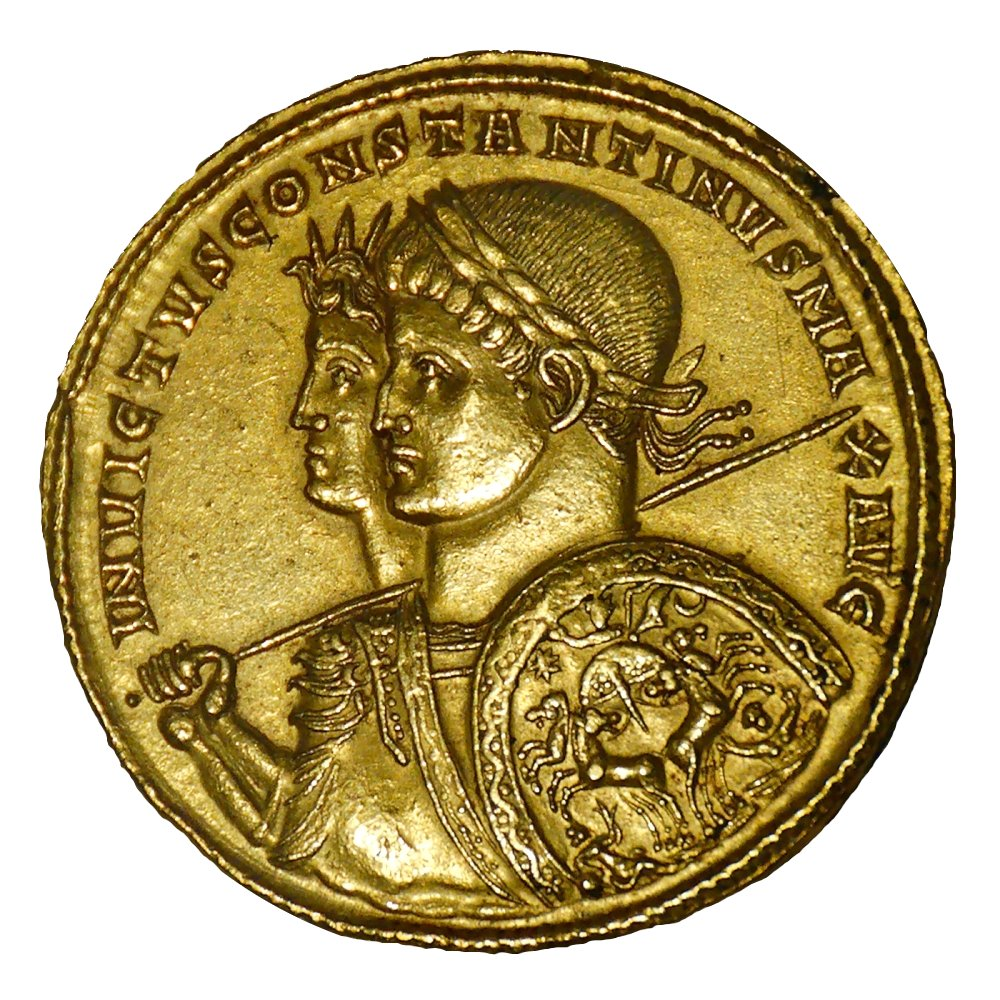
Konstantin

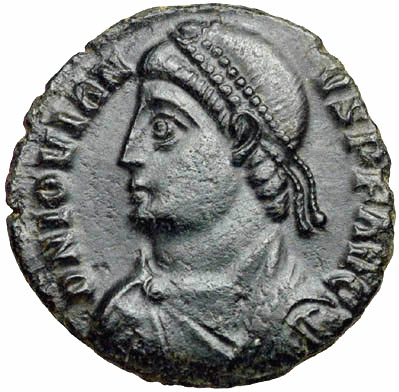
Jovian

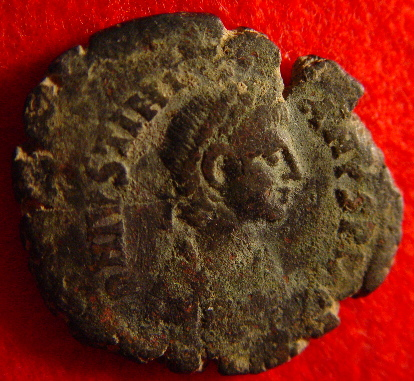
Justinian

Illyriciani in der zweiten Hälfte des 4. Jahrhunderts
- Jovian 363–364
- Valentinian I. – 364–375
- Valens – 364–378

Oströmische Kaiser illyrischer Herkunft im 5. und 6. Jahrhundert
- Leo I. – 457–474
- Anastasius – 491–518
- Justin I. – 518–527
- Justinian I. – 527–565